# Homograph
Ein Homograph (Homograf) oder Homogramm (beides von altgriechisch ὁμός homos „gleich“ und γράφειν graphein „schreiben“) ist ein Wort aus einer Gruppe von Wörtern, welche alle die gleiche Schreibweise, aber unterschiedliche Bedeutungen haben. Bei gleicher Aussprache ist es zugleich ein Homophon.
| \| \| \| \| \| \| \| Äquivokation \| \| \| \| \| \| \| \| \| \| \| \| \| \| \| \| \| \| \| \| \| \| \| \| \| \| \| \| \| \| \| \| \| \| \| \| \| \| \| \| \| \| \| \| \| \| \| \| \| \| \| \| \| \| \| \| \| \| \| \| \| \| \| \| \| \| \| \| \| \| \| \| \| \| \| \| \| \| \| \| \| \| \| Homonymie verschiedene Bedeutung, oft verschiedene Herkunft \| Homonymie verschiedene Bedeutung, oft verschiedene Herkunft \| Homonymie verschiedene Bedeutung, oft verschiedene Herkunft \| Homonymie verschiedene Bedeutung, oft verschiedene Herkunft \| Homonymie verschiedene Bedeutung, oft verschiedene Herkunft \| Homonymie verschiedene Bedeutung, oft verschiedene Herkunft \| \| \| Polysemie gemeinsame Wurzel und/oder abgeleitete Bedeutung, z. B. Läufer (Sportler/Schachfigur) \| Polysemie gemeinsame Wurzel und/oder abgeleitete Bedeutung, z. B. Läufer (Sportler/Schachfigur) \| Polysemie gemeinsame Wurzel und/oder abgeleitete Bedeutung, z. B. Läufer (Sportler/Schachfigur) \| Polysemie gemeinsame Wurzel und/oder abgeleitete Bedeutung, z. B. Läufer (Sportler/Schachfigur) \| Polysemie gemeinsame Wurzel und/oder abgeleitete Bedeutung, z. B. Läufer (Sportler/Schachfigur) \| Polysemie gemeinsame Wurzel und/oder abgeleitete Bedeutung, z. B. Läufer (Sportler/Schachfigur) \| \| \| \| \| \| \| \| \| \| \| \| \| \| \| \| Homonymie verschiedene Bedeutung, oft verschiedene Herkunft \| Homonymie verschiedene Bedeutung, oft verschiedene Herkunft \| Homonymie verschiedene Bedeutung, oft verschiedene Herkunft \| Homonymie verschiedene Bedeutung, oft verschiedene Herkunft \| Homonymie verschiedene Bedeutung, oft verschiedene Herkunft \| Homonymie verschiedene Bedeutung, oft verschiedene Herkunft \| \| \| Polysemie gemeinsame Wurzel und/oder abgeleitete Bedeutung, z. B. Läufer (Sportler/Schachfigur) \| Polysemie gemeinsame Wurzel und/oder abgeleitete Bedeutung, z. B. Läufer (Sportler/Schachfigur) \| Polysemie gemeinsame Wurzel und/oder abgeleitete Bedeutung, z. B. Läufer (Sportler/Schachfigur) \| Polysemie gemeinsame Wurzel und/oder abgeleitete Bedeutung, z. B. Läufer (Sportler/Schachfigur) \| Polysemie gemeinsame Wurzel und/oder abgeleitete Bedeutung, z. B. Läufer (Sportler/Schachfigur) \| Polysemie gemeinsame Wurzel und/oder abgeleitete Bedeutung, z. B. Läufer (Sportler/Schachfigur) \| \| \| \| \| \| \| \| \| \| \| \| \| \| \| \| \| \| \| \| \| \| \| \| \| \| \| \| \| \| \| \| \| \| \| \| \| \| \| \| \| \| \| Homographie gleiche Schreibweise, verschiedene Bedeutung, oft verschiedene Aussprache, z. B. mōdern (verwesen) und modérn (fortschrittlich) \| Homographie gleiche Schreibweise, verschiedene Bedeutung, oft verschiedene Aussprache, z. B. mōdern (verwesen) und modérn (fortschrittlich) \| Homographie gleiche Schreibweise, verschiedene Bedeutung, oft verschiedene Aussprache, z. B. mōdern (verwesen) und modérn (fortschrittlich) \| Homographie gleiche Schreibweise, verschiedene Bedeutung, oft verschiedene Aussprache, z. B. mōdern (verwesen) und modérn (fortschrittlich) \| Homographie gleiche Schreibweise, verschiedene Bedeutung, oft verschiedene Aussprache, z. B. mōdern (verwesen) und modérn (fortschrittlich) \| Homographie gleiche Schreibweise, verschiedene Bedeutung, oft verschiedene Aussprache, z. B. mōdern (verwesen) und modérn (fortschrittlich) \| \| \| Homophonie gleiche Aussprache, verschiedene Bedeutung, oft verschiedene Schreibweise, z. B. malen und mahlen \| Homophonie gleiche Aussprache, verschiedene Bedeutung, oft verschiedene Schreibweise, z. B. malen und mahlen \| Homophonie gleiche Aussprache, verschiedene Bedeutung, oft verschiedene Schreibweise, z. B. malen und mahlen \| Homophonie gleiche Aussprache, verschiedene Bedeutung, oft verschiedene Schreibweise, z. B. malen und mahlen \| Homophonie gleiche Aussprache, verschiedene Bedeutung, oft verschiedene Schreibweise, z. B. malen und mahlen \| Homophonie gleiche Aussprache, verschiedene Bedeutung, oft verschiedene Schreibweise, z. B. malen und mahlen \| \| \| \| \| \| \| \| \| \| \| \| \| \| \| | | | | | |                                                             |                                                             | | | | | | |                                                                                                 |                                                                                                 |  |  |  |  |  |  |  |  |  |  |  |  |
| Äquivokation, Homonymie und Polysemie im Verhältnis | | | | | |                                                             |                                                             | | | | | | |                                                                                                 |                                                                                                 |  |  |  |  |  |  |  |  |  |  |  |  |
| | | | | | | Äquivokation                                                |                                                             | | | | | | |                                                                                                 |                                                                                                 |  |  |  |  |  |  |  |  |  |  |  |  |
| | | | | | |                                                             |                                                             | | | | | | |                                                                                                 |                                                                                                 |  |  |  |  |  |  |  |  |  |  |  |  |
| | | | | | |                                                             |                                                             | | | | | | |                                                                                                 |                                                                                                 |  |  |  |  |  |  |  |  |  |  |  |  |
| | | Homonymie verschiedene Bedeutung, oft verschiedene Herkunft                                                                                 | Homonymie verschiedene Bedeutung, oft verschiedene Herkunft                                                                                 | Homonymie verschiedene Bedeutung, oft verschiedene Herkunft                                                                                 | Homonymie verschiedene Bedeutung, oft verschiedene Herkunft                                                                                 | Homonymie verschiedene Bedeutung, oft verschiedene Herkunft | Homonymie verschiedene Bedeutung, oft verschiedene Herkunft | | | Polysemie gemeinsame Wurzel und/oder abgeleitete Bedeutung, z. B. Läufer (Sportler/Schachfigur)              | Polysemie gemeinsame Wurzel und/oder abgeleitete Bedeutung, z. B. Läufer (Sportler/Schachfigur)              | Polysemie gemeinsame Wurzel und/oder abgeleitete Bedeutung, z. B. Läufer (Sportler/Schachfigur)              | Polysemie gemeinsame Wurzel und/oder abgeleitete Bedeutung, z. B. Läufer (Sportler/Schachfigur)              | Polysemie gemeinsame Wurzel und/oder abgeleitete Bedeutung, z. B. Läufer (Sportler/Schachfigur) | Polysemie gemeinsame Wurzel und/oder abgeleitete Bedeutung, z. B. Läufer (Sportler/Schachfigur) |  |  |  |  |  |  |  |  |  |  |  |  |
| | | Homonymie verschiedene Bedeutung, oft verschiedene Herkunft                                                                                 | Homonymie verschiedene Bedeutung, oft verschiedene Herkunft                                                                                 | Homonymie verschiedene Bedeutung, oft verschiedene Herkunft                                                                                 | Homonymie verschiedene Bedeutung, oft verschiedene Herkunft                                                                                 | Homonymie verschiedene Bedeutung, oft verschiedene Herkunft | Homonymie verschiedene Bedeutung, oft verschiedene Herkunft | | | Polysemie gemeinsame Wurzel und/oder abgeleitete Bedeutung, z. B. Läufer (Sportler/Schachfigur)              | Polysemie gemeinsame Wurzel und/oder abgeleitete Bedeutung, z. B. Läufer (Sportler/Schachfigur)              | Polysemie gemeinsame Wurzel und/oder abgeleitete Bedeutung, z. B. Läufer (Sportler/Schachfigur)              | Polysemie gemeinsame Wurzel und/oder abgeleitete Bedeutung, z. B. Läufer (Sportler/Schachfigur)              | Polysemie gemeinsame Wurzel und/oder abgeleitete Bedeutung, z. B. Läufer (Sportler/Schachfigur) | Polysemie gemeinsame Wurzel und/oder abgeleitete Bedeutung, z. B. Läufer (Sportler/Schachfigur) |  |  |  |  |  |  |  |  |  |  |  |  |
| | | | | | |                                                             |                                                             | | | | | | |                                                                                                 |                                                                                                 |  |  |  |  |  |  |  |  |  |  |  |  |
| Homographie gleiche Schreibweise, verschiedene Bedeutung, oft verschiedene Aussprache, z. B. mōdern (verwesen) und modérn (fortschrittlich) | Homographie gleiche Schreibweise, verschiedene Bedeutung, oft verschiedene Aussprache, z. B. mōdern (verwesen) und modérn (fortschrittlich) | Homographie gleiche Schreibweise, verschiedene Bedeutung, oft verschiedene Aussprache, z. B. mōdern (verwesen) und modérn (fortschrittlich) | Homographie gleiche Schreibweise, verschiedene Bedeutung, oft verschiedene Aussprache, z. B. mōdern (verwesen) und modérn (fortschrittlich) | Homographie gleiche Schreibweise, verschiedene Bedeutung, oft verschiedene Aussprache, z. B. mōdern (verwesen) und modérn (fortschrittlich) | Homographie gleiche Schreibweise, verschiedene Bedeutung, oft verschiedene Aussprache, z. B. mōdern (verwesen) und modérn (fortschrittlich) |                                                             |                                                             | Homophonie gleiche Aussprache, verschiedene Bedeutung, oft verschiedene Schreibweise, z. B. malen und mahlen | Homophonie gleiche Aussprache, verschiedene Bedeutung, oft verschiedene Schreibweise, z. B. malen und mahlen | Homophonie gleiche Aussprache, verschiedene Bedeutung, oft verschiedene Schreibweise, z. B. malen und mahlen | Homophonie gleiche Aussprache, verschiedene Bedeutung, oft verschiedene Schreibweise, z. B. malen und mahlen | Homophonie gleiche Aussprache, verschiedene Bedeutung, oft verschiedene Schreibweise, z. B. malen und mahlen | Homophonie gleiche Aussprache, verschiedene Bedeutung, oft verschiedene Schreibweise, z. B. malen und mahlen |                                                                                                 |                                                                                                 |  |  |  |  |  |  |  |  |  |  |  |  |

Bedeutungsverschiedene Wörter gleichen sprachlichen Ausdrucks in Schreibung (Homographie, Homografie) oder Lautung (Homophonie) sind Homonyme (siehe Graphik).

## Unterscheidung von Homographen
Ausspracheangaben stehen in der Lautschrift des Internationalen Phonetischen Alphabets.

### Unterschiedliche Aussprache
| Begriff    | Betonung, Aussprache und Bedeutung                     | Betonung, Aussprache und Bedeutung                                     |
| ---------- | ------------------------------------------------------ | ---------------------------------------------------------------------- |
| Essener    | Éssener [ˈɛsənɐ] (der) Einwohner von der Stadt Essen   | Essēner [ɛˈseːnɐ] (der) Mitglied der jüdischen Sekte der Essener       |
| Heroin     | Heroīn [heroˈiːn] (das) die Droge Heroin               | Herōin [heˈroːɪn] (die) Heldin, von englisch Heroine                   |
| Konstanz   | Kónstanz [ˈkɔnʃtants] Stadt Konstanz am Bodensee       | Konstánz [kɔnˈstants] (die) Beständigkeit                              |
| modern     | modérn [moˈdɛrn] (Adjektiv) heutig, zeitgemäß          | mōdern [ˈmoːdɐn] (Verb) faulen                                         |
| spurten    | spúrten [ˈʃpʊʁtn̩] (Verb) sehr schnell rennen           | spúrten [ˈʃpuːɐ̯tn̩] (Flexion) Präteritum von spuren (= ein Spur ziehen) |
| übersetzen | ǘbersetzen [ˈyːbɐzɛtsən] (Verb) ans andere Ufer fahren | übersétzen [yːbɐˈzɛtsən] (Verb) in eine andere Sprache übertragen      |
| umfahren   | úmfahren [ˈʊmfaːrən] fahrend umstoßen                  | umfāhren [ʊmˈfaːrən] fahrend ausweichen                                |
| Hochzeit   | Hóchzeit [ˈhɔxʦaɪ̯t] Eheschließung                      | Hōchzeit [ˈhoːxʦaɪ̯t] Höhepunkt, Blüte innerhalb eines Zeitabschnittes  |
| (be)wachst | [vaxst] 2. Pers. Sg. von (be)wachen (= Wache halten)   | [vakst] 2. und 3. Pers. Sg. von (be)wachsen (= mit Wachs behandeln)    |

Homographe als Ergebnis von Zusammensetzungen und Wortbildung
| Begriff                                          | Betonung, Aussprache und Bedeutung                                           | Betonung, Aussprache und Bedeutung                                          |
| ------------------------------------------------ | ---------------------------------------------------------------------------- | --------------------------------------------------------------------------- |
| Baumast                                          | Baum-Ast Ast an einem Baum                                                   | Bau-Mast Mast auf einer Baustelle                                           |
| Spielende                                        | Spiel-Énde [ˈʃpiːlˌˀɛndə] Ende des Spiels                                    | Spíelende [ˈʃpiːləndə] Substantiv spielend (Partizip von spielen)           |
| Staubecken                                       | Stáu-Becken [ˈʃtaʊˌbɛkən] Stausee                                            | Stáub-Ecken [ˈʃtaʊpˌˀɛkən] Ecken voller Staub                               |
| Versendung                                       | Vérs-Endung [ˈfɛrsˌˀɛndʊŋ] Endung eines Verses.                              | Verséndung [fɛɐ̯ˈzɛndʊŋ] Postpaket im Warenausgang                           |
| Werkstrasse (Schweiz: ß wird mit ss geschrieben) | Werks-Trasse [vɛʁksˌˈtʁasə] Verkehrsweg (z. B. Bahntrasse) auf Werksgelände. | Werk-Straße (Schweiz: Werk-Strasse) [vɛʁkˌˈʃtʁaːsə] Straße auf Werksgelände |

Homographe bei Fremdwörtern
| Begriff | Betonung, Aussprache und Bedeutung                   | Betonung, Aussprache und Bedeutung                                  | Betonung, Aussprache und Bedeutung                            |
| ------- | ---------------------------------------------------- | ------------------------------------------------------------------- | ------------------------------------------------------------- |
| Band    | Bánd [band] (das) Schnur oder Stoffstreifen          | Bánd [band] (der) einzelnes Buch (insbes. als Teil einer Buchreihe) | Bãnd [bænd] (die) Musikgruppe (aus dem Englischen)            |
| Bug     | Būg [buːk] (der) Vorderteilteil eines Schiffs        | Bũg [bʌg] (der) Programmfehler (aus dem Englischen)                 | Bũg [bʌg] (der) Programmfehler (aus dem Englischen)           |
| dies    | dīes [diːs] Demonstrativpronomen (vgl. dies und das) | díēs [ˈdiːɛs] Latein für Tag/Tage                                   | díēs [ˈdiːɛs] Latein für Tag/Tage                             |
| Montage | Móntage [ˈmoːntaːɡə] (die) Pl. des Wochentags Montag | Montág̃e [mɔnˈtaːʒə] (die) Zusammenbau (aus dem Französischen)       | Montág̃e [mɔnˈtaːʒə] (die) Zusammenbau (aus dem Französischen) |
| Paris   | Parīs [paˈriːs] Hauptstadt von Frankreich            | Páris [ˈpaːrɪs] Sagengestalt                                        | Páris [ˈpaːrɪs] Sagengestalt                                  |
| Petra   | Pētra [ˈpeːtra] weiblicher Vorname                   | Pétra [ˈpɛtra] Ruinenstätte in Jordanien                            | Pétra [ˈpɛtra] Ruinenstätte in Jordanien                      |

### Gleiche Aussprache
| Begriff   | Bedeutung         | Bedeutung                                                  |
| --------- | ----------------- | ---------------------------------------------------------- |
| Fliegen   | Plural von Fliege | Substantivierung des Verbs fliegen                         |
| Ponny     | Teil einer Frisur | Zwergpferd                                                 |
| Spinnen   | Plural von Spinne | Substantivierung des Verbs spinnen                         |
| Zahlen    | Plural von Zahl   | Substantivierung des Verbs zahlen                          |
| sieben    | Zahlwort für 7    | Das Verb sieben                                            |
| verfahren | falsch fahren     | nach einer bestimmten Technologie oder Systematik vorgehen |

### Verschiedene Sprachentwicklung
- Polyseme Homographe, zum Beispiel durch Bedeutungsänderung
- Homophone Homographe, zum Beispiel durch lautlichen Zusammenfall ursprünglich nicht miteinander verwandter Wörter

## Veränderung von Homographen durch die Rechtschreibreform
Durch die deutsche Rechtschreibreform wurden einige Homographe beseitigt. Andererseits wurden auch neue geschaffen.
Beispiele
Bettuch → Bettuch (Tuch, das für das Beten reserviert ist) und Betttuch bzw. Bett-Tuch
bläuen (blau färben), bleuen (schlagen) → bläuen (volksetymologisch nach jemanden grün und blau schlagen)